# Dubovik (Cetinje)
Pour les articles homonymes, voir Dubovik.
Dubovik (en serbe cyrillique: Дубовик) est un village du sud du Monténégro, dans la municipalité de Cetinje.

## Démographie

### Évolution historique de la population[1]
| 1948 | 1953 | 1961 | 1971 | 1981 | 1991 | 2003 |
| ---- | ---- | ---- | ---- | ---- | ---- | ---- |
| 56   | 49   | 43   | 27   | 21   | 18   | 13   |